# Kilian Goffaux
Kilian Goffaux, né le 27 juin 2001 à Gand, est un gymnaste acrobatique belge.

## Carrière
Aux Jeux mondiaux de 2017 à Wrocław, il remporte avec Robin Casse la médaille de bronze en duo.
Le duo obtient par la suite l'or à l'exercice statique et deux médailles d'argent à l'exercie dynamique et au concours général.